# Karbulovo
Karbulovo es un pueblo ubicado en la municipalidad de Negotin, en el distrito de Bor, Serbia.

## Superficie
Posee una superficie de 21,33 kilómetros cuadrados.

## Demografía
Hasta 2011 la población era de 364 habitantes, con una densidad de población de 17,07 habitantes por kilómetro cuadrado.